# Siège de l'Armée populaire de libération à Hong Kong
Le siège de l'Armée populaire de libération à Hong Kong (中國人民解放軍駐香港部隊大廈) est un immeuble de 27 étages et 113 mètres de haut situé au sein de l'ancienne base navale de Tamar sur Lung Wui Road dans le quartier d'Admiralty (en) à Hong Kong. Il sert de siège à la garnison de Hong Kong de l'Armée populaire de libération chinoise. De nos jours, le bâtiment est toujours familièrement appelé sous son ancien nom d'« immeuble Prince of Wales » (威爾斯親王大廈) et se trouve à côté de Tamar, le centre administratif de Hong Kong.
L'Armée populaire de libération maintient un certain nombre de garnisons dans la région administrative spéciale de Hong Kong. En plus de ce bâtiment, il existe des garnisons notables à Ngong shuen chau et au fort de Stanley. Les soldats basés dans ces trois garnisons sont considérés comme l'élite de l'armée chinoise et ne sont pas autorisés à quitter leurs locaux, même pendant les heures de repos, pour se mêler à la population locale. En tant que zone restreinte, le bâtiment est fortement gardé par des soldats en alerte armés des fusils automatiques.

## Histoire
Construit en 1979 et nommé « immeuble Prince of Wales », le bâtiment abrite le siège de la Royal Navy stationnée à Hong Kong jusqu'à la rétrocession de la ville à la Chine le 1er juillet 1997, date à laquelle il devient le siège de la garnison de l'Armée populaire de libération à Hong Kong,. En mai 2000, le Conseil législatif de Hong Kong adopte la loi sur les zones fermées militaires, qui rebaptise l'ancienne caserne Prince of Wales en « caserne de Central », et l'immeuble Prince of Wales en « siège de l'Armée populaire de libération à Hong Kong ». Mais même après que la base soit devenue la caserne de Central, l'ancien nom du bâtiment reste visible en grandes lettres en bas de la tour pendant plusieurs années. Le bâtiment subit une rénovation complète de 20 mois, achevée en 2014, au cours de laquelle la plupart des troupes sont transférées à la base de Stonecutters Island.
En raison de sa forme distinctive, assimilée à un verre à vin, l'immeuble se distingue fortement du reste des bâtiments du front de mer d'Admiralty. Les architectes attribuent cette forme à une protection passive, sa base étroite avec les étages supérieurs en saillie le rend prétendument difficile à escalader ou à attaquer. Il est également connu de manière informelle sous le nom de « bouteille de gin à l'envers » en raison de sa forme ressemblant à une bouteille de Gin Gordon’s. Le coin du bâtiment au niveau du podium qui fait face à l'est (vers la station de métro Admiralty) était une chapelle durant l'époque britannique et il y avait un crucifix visible à l'extérieur, cependant, lors de la rénovation extérieure (qui comprend entre autres le remplacement de l'inscription « Prince of Wales Building » en anglais par son nom actuel en chinois), la croix est retirée.

## Galerie

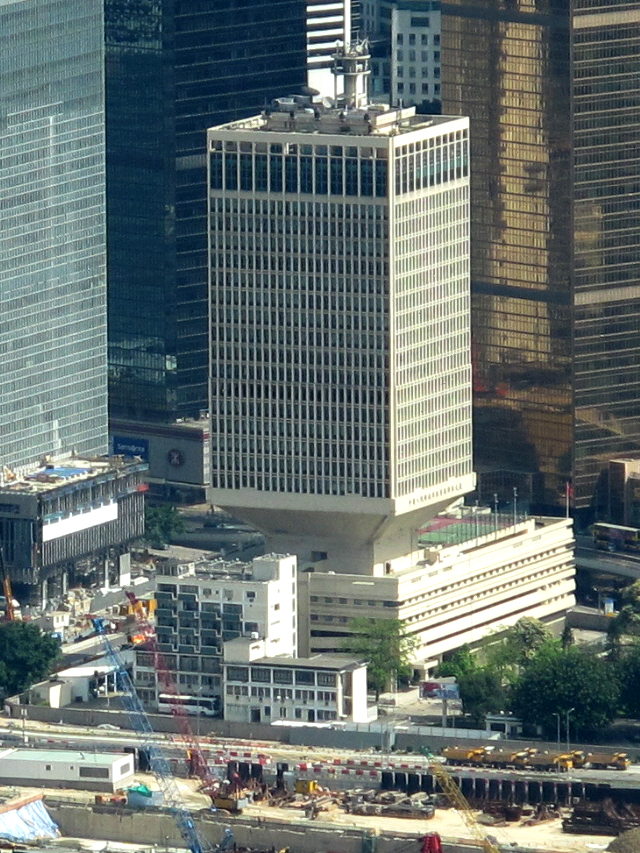
En mai 2011.
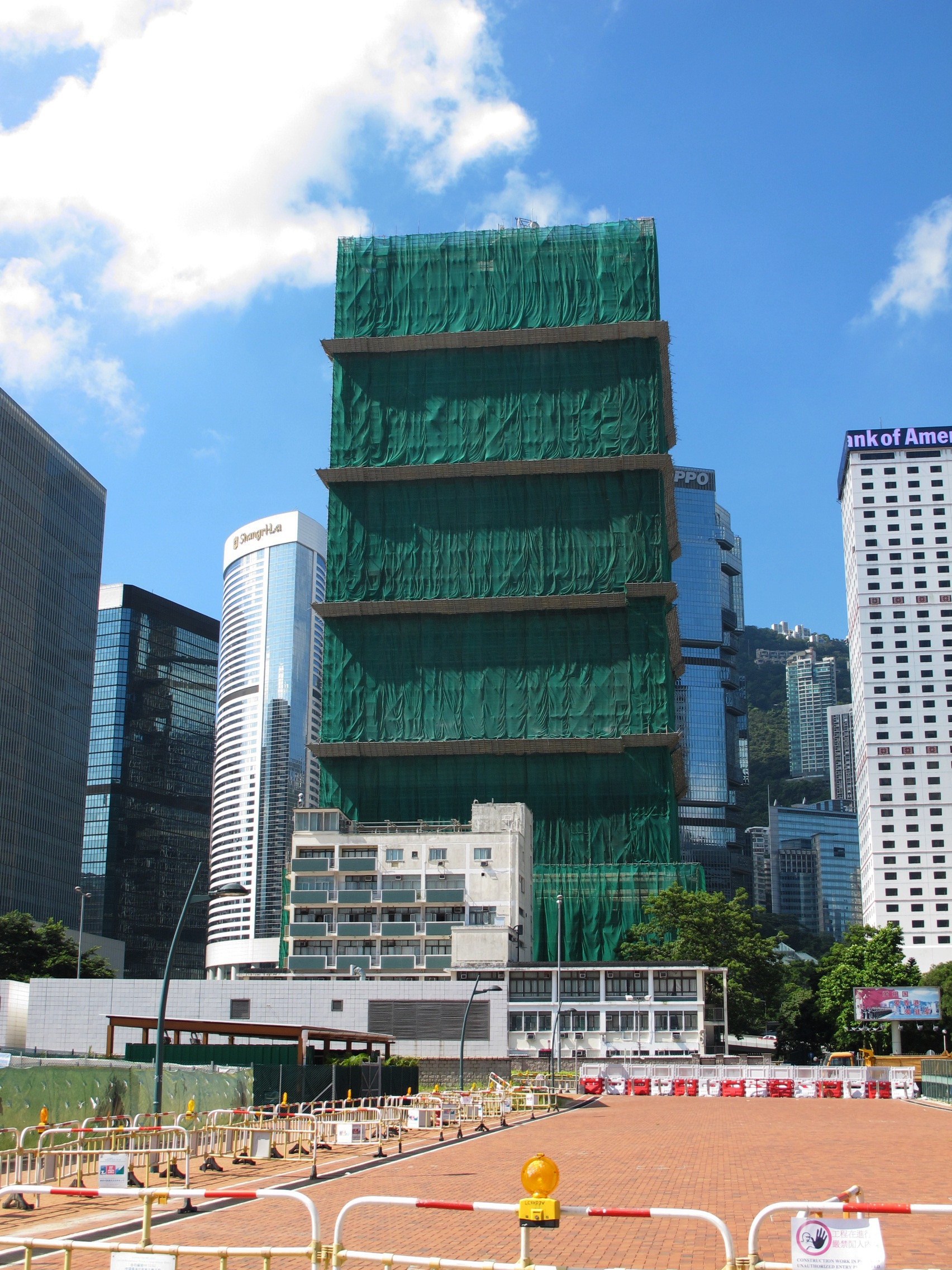
Rénovation en août 2013.
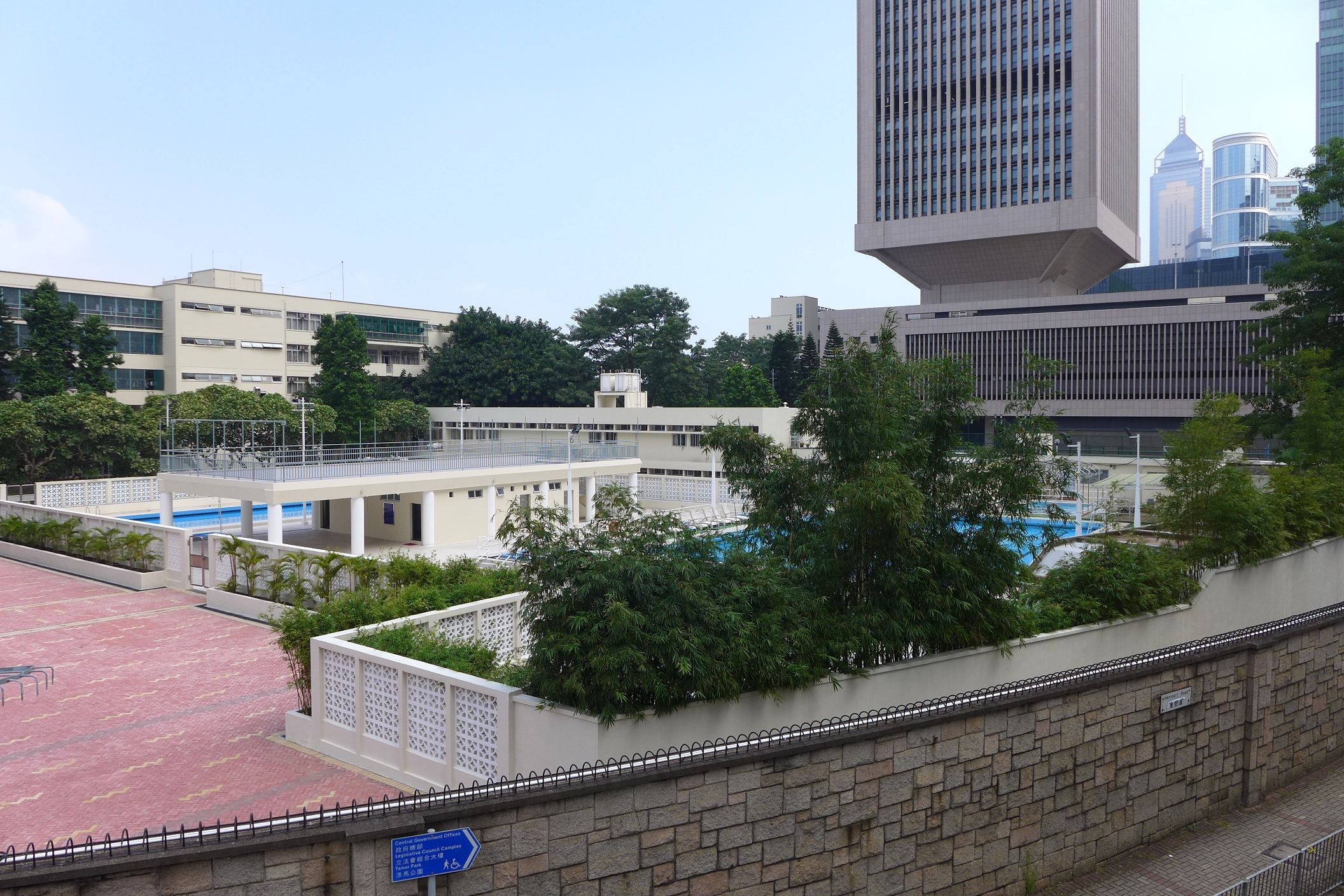
En 2014.
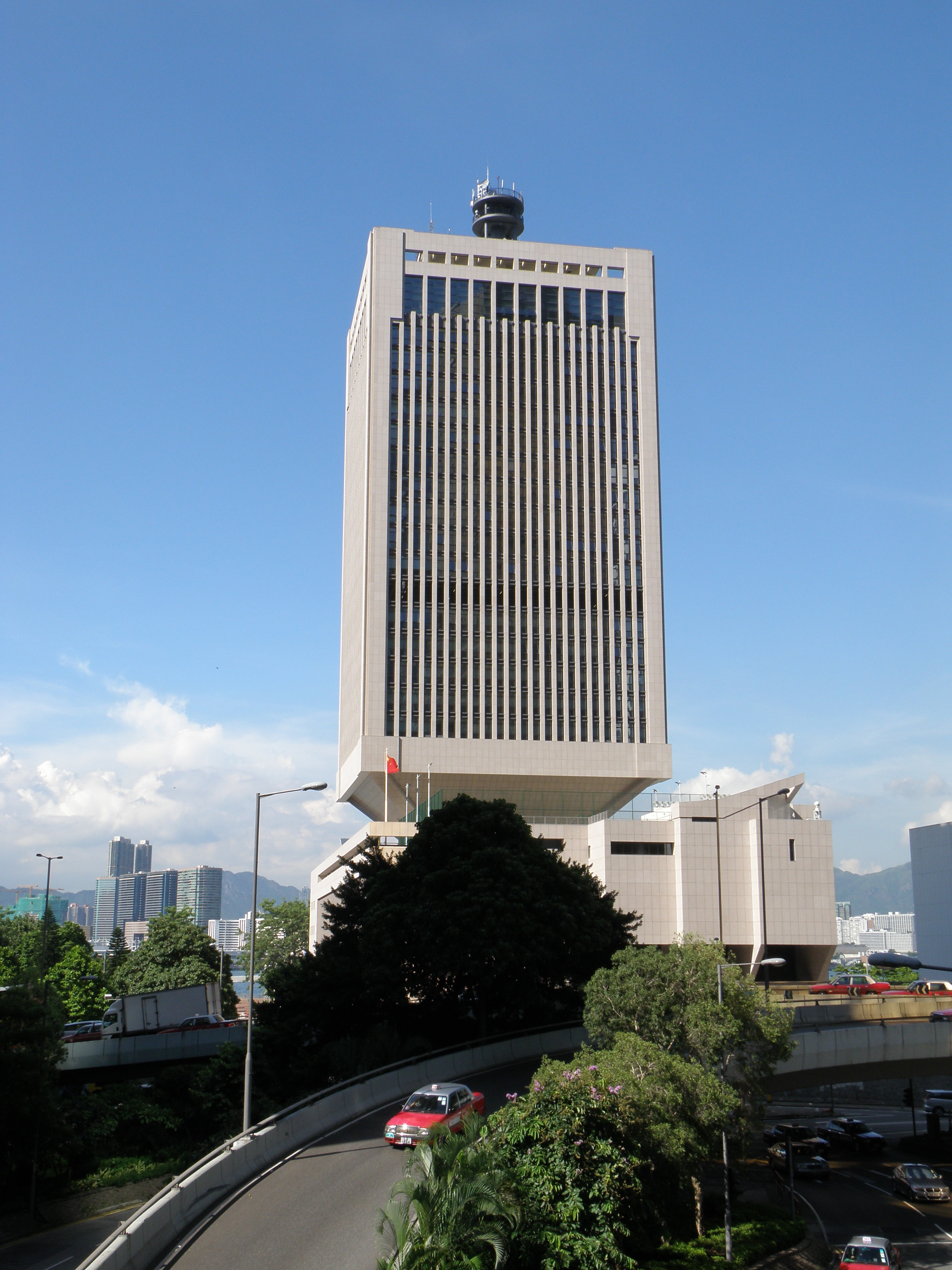
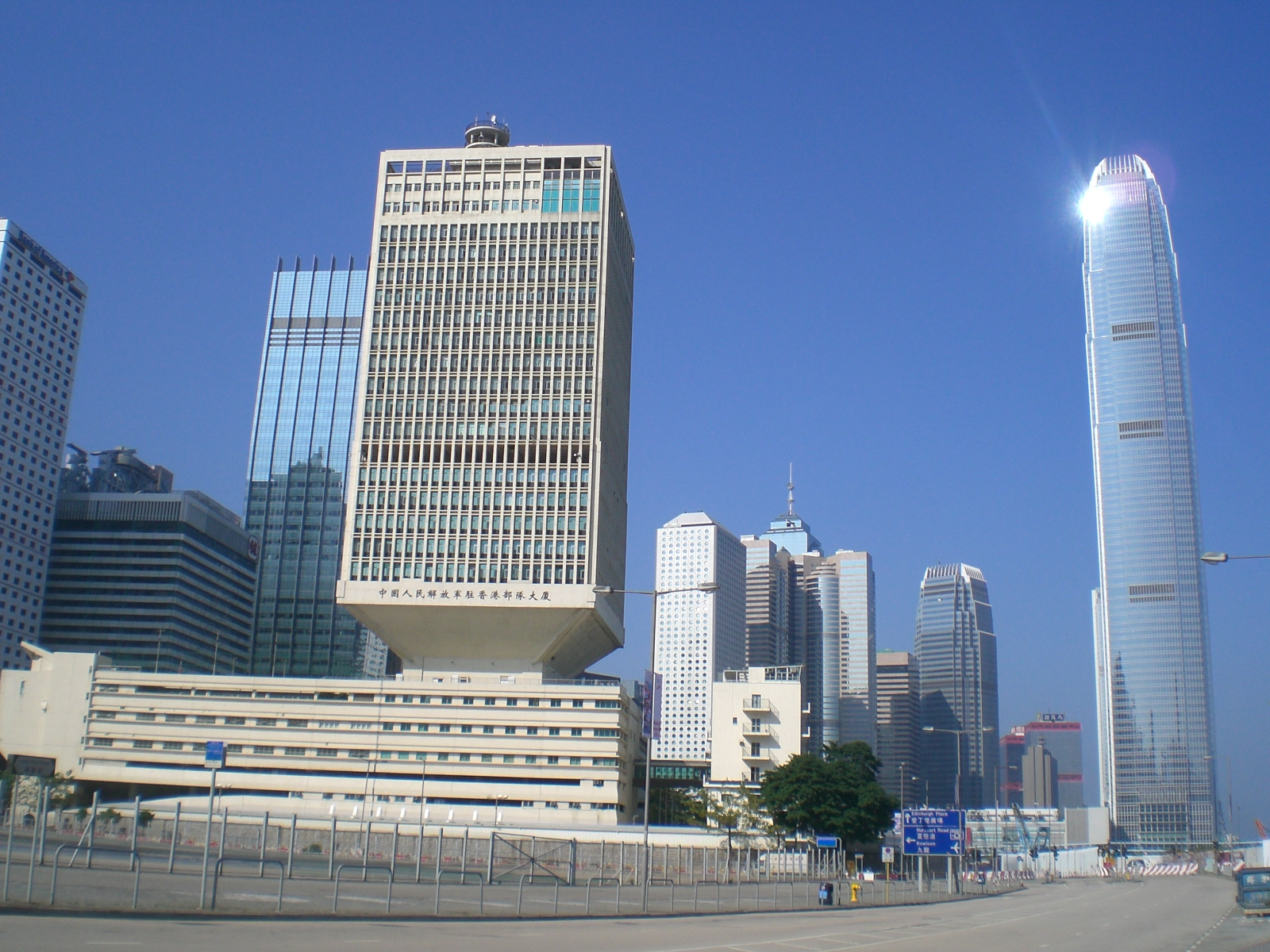